# Olga Sehnalová (1968)
Pour les articles homonymes, voir Olga Sehnalová.
Olga Sehnalová, née le 25 octobre 1968 à Kroměříž, est une femme politique tchèque, membre du Parti social-démocrate tchèque (ČSSD).

## Biographie
Olga Sehnalová est élue au Parlement européen lors des élections européennes de 2009, puis réélue en 2014.